# Phthiridium transmotum
Phthiridium transmotum är en tvåvingeart som beskrevs av Maa 1986. Phthiridium transmotum ingår i släktet Phthiridium och familjen lusflugor. Inga underarter finns listade i Catalogue of Life.